# ASP.NET Core
ASP.NET Core — вільне та відкрите програмне забезпечення каркаса вебзастосунків, з продуктивністю вищою  ніж у  ASP.NET, розроблена корпорацією Microsoft і співтовариством . Це модульна структура, яка працює як на повній платформі .NET Framework, так і на платформі .NET Core.
Фреймворк являє собою повний перепис, який об'єднує раніше окремі ASP.NET MVC та ASP.NET Web API у єдину програмувальну модель.
Не зважаючи на те, що це є новим фреймворком,  побудованим на новому вебстеку, ASP.NET Core має високий ступінь сумісності концепцій з ASP.NET MVC, який об'єднує функціональність MVC, Web API та Web Pages. В попередніх версіях платформи дані технології реалізовані окремо і тому містять багато дублювальної функціональності. Тепер це об'єднано в одну програмну модель ASP.NET Core MVC. Вебформи повністю вийшли в минуле. Програми ASP.NET Core підтримують програмні версії, в якій різні програми, що працюють на одному комп'ютері, можуть орієнтуватися на різні версії ASP.NET Core. Це не можливо з попередніми версіями ASP.NET Core.

## Історія видання
| Версія | Дата випуску | Завершення підтримки | Інструмент розробки                |
| ------ | ------------ | -------------------- | ---------------------------------- |
| 1.0    | 27-06-2016   | 27-06-2019           | Visual Studio 2015, 2017           |
| 1.1    | 18-11-2016   | 27-06-2019           | Visual Studio 2015, 2017           |
| 2.0    | 14-08-2017   | 01-10-2018           | Visual Studio 2017                 |
| 2.1    | 30-05-2018   | 21-08-2021           | Visual Studio 2017                 |
| 2.2    | 04-12-2018   |                      | Visual Studio 2017 15.9, 2019 16.0 |
| 3.0    | 23-09-2019   |                      | Visual Studio 2017, 2019           |

## Назва
Спочатку вважалося, що ASP.NET vNext фреймворк буде називатися ASP.NET 5.  Проте для того, щоб уникнути  думки, що це оновлення для вже існуючої системи ASP.NET,  Microsoft змінила назву на ASP.NET Core на виході 1.0.

## Особливості
- Відсутність досвіду розробника (до прикладу, компіляція неперервна, отже розробник не повинен додатково використовувати команду компіляції)
- Модульна структура розподіляється як NuGet пакунки
- Cloud-optimized runtime (оптимізована для Інтернету)
- Хост-агностик за допомогою Відкритого ВебІнтерфейсу для .Net (OWIN) підтримки[6][7] - працює в IIS або в автономному режимі
- Єдина історія для створення веб UI і веб APIs (тобто обидва ті самі)
- Система створення конфігурації середовища на основі хмар
- Легкий і модульний HTTP запит
- Створення та запуск крос-платформних додатків ASP.NET Core у Windows, Mac та Linux
- Відкрите джерело та орієнтоване на спільноту
- Пряме прикріплення версії додатка при націлюванні на .NET Core

## Компоненти
- Entity Framework (EF) Core
- Identity Core
- MVC Core
- Razor Core

## Зовнішні посилання
- Official website [Архівовано 9 листопада 2018 у Wayback Machine.]
- ASP.NET [Архівовано 11 червня 2018 у Wayback Machine.] on GitHub
- Announcing ASP.NET Core 1.0 [Архівовано 28 червня 2016 у Wayback Machine.]
- Announcing ASP.NET Core 1.1 [Архівовано 20 березня 2017 у Wayback Machine.]
- Announcing ASP.NET Core 2.0 [Архівовано 14 серпня 2017 у Wayback Machine.]
- Announcing ASP.NET Core 2.1 RC  [Архівовано 6 листопада 2018 у Wayback Machine.]

Шаблон:.NET Framework